# Letlands ministerpræsident
Republikken Letlands ministerpræsident (lettisk: Latvijas Republikas Ministru prezidents – på dansk også kendt som statsminister eller premierminister) er Letlands regeringschef. Ministerpræsidenten bliver nomineret af Letlands præsident, men skal have opbakning fra et flertal i Saeima, det lettiske parlament.
Den nuværende ministerpræsident har siden den 15. september 2023 været Evika Siliņa fra partiet Jaunā Vienotība.